# Yamaranguila
Yamaranguila es un municipio del departamento de Intibucá en la República de Honduras.

## Toponimia
Su nombre se deriva de "Zabalanquira", que en el idioma de los pueblos de la zona significa "Agua de la pirámide".
Actualmente el Municipio de Yamaranguila cuenta con un cuadro de danzas folklóricas, que es nombrado Ballet Folklórico Zabalanquira, en honor al primer nombre de la localidad, es una iniciativa de un grupo de jóvenes para rescatar un poco de la cultura hondureña.

## Límites
Es una gran faja de terreno quebrado y atraviesa la Quebrada El Carrizal.
| Orientación | Límite                                          |
| ----------- | ----------------------------------------------- |
| Norte       | Municipio de San Francisco de Opalaca, Intibucá |
| Sur         | Municipio de San Marcos de la Sierra, Intibucá  |
| Este        | Municipio de La Esperanza, Intibucá             |
| Este        | Municipio de Intibucá, Intibucá                 |
| Oeste       | Municipio de Belén, Lempira                     |
| Oeste       | Municipio de San Miguel Guancapla, Intibucá     |
| Oeste       | Municipio de Dolores, Intibucá                  |
| Oeste       | Municipio de La Iguala, Lempira                 |

## Geografía
El municipio está enclavado en la Cordillera del Sur, a 1772 m s. n. m. Se ubica en el centro del Departamento de Intibucá. Su terreno es montañoso con amplios bosques de pinos, que cada año aumentan gracias a la falta de empresas dedicadas a la tala y sus pocas carreteras. Es uno de los municipios más altos del país, al igual que su vecinos La Esperanza e Intibucá.

## Clima
Yamaranguila tiene un clima oceánico templado (Cfb) y un , un clima subtropical (Cwb) el cual es hasta frío para los estándares hondureños. Su temperatura media anual es de 17,9 °C, lo cual hace que sea el poblado más frío del país. Por su posición en la zona tropical el clima no presenta una oscilación muy alta entre el mes más frío y el más cálido, y la diferencia es de apenas 6 °C. Enero es el mes más frío con 16 °C (enero) y el más cálido de 22 °C (abril). Su precipitación es de 1290 mm anuales, lloviendo aproximadamente 160 días. El mes más seco es abril y el más lluvioso es agosto. Las precipitaciones pueden ocurrir en forma de lluvia normalmente o de granizo en casos aislados.
Los frentes fríos que azotan al país en la época seca pueden traer temperaturas gélidas, que a menudo bajan de los 10 °C. Aunque no son frecuentes, pueden darse heladas dentro del municipio con la llegada de un frente frío. 
| Parámetros climáticos promedio de Yamaranguila | Parámetros climáticos promedio de Yamaranguila | Parámetros climáticos promedio de Yamaranguila | Parámetros climáticos promedio de Yamaranguila | Parámetros climáticos promedio de Yamaranguila | Parámetros climáticos promedio de Yamaranguila | Parámetros climáticos promedio de Yamaranguila | Parámetros climáticos promedio de Yamaranguila | Parámetros climáticos promedio de Yamaranguila | Parámetros climáticos promedio de Yamaranguila | Parámetros climáticos promedio de Yamaranguila | Parámetros climáticos promedio de Yamaranguila | Parámetros climáticos promedio de Yamaranguila | Parámetros climáticos promedio de Yamaranguila |
| Mes                                            | Ene.                                           | Feb.                                           | Mar.                                           | Abr.                                           | May.                                           | Jun.                                           | Jul.                                           | Ago.                                           | Sep.                                           | Oct.                                           | Nov.                                           | Dic.                                           | Anual                                          |
| ---------------------------------------------- | ---------------------------------------------- | ---------------------------------------------- | ---------------------------------------------- | ---------------------------------------------- | ---------------------------------------------- | ---------------------------------------------- | ---------------------------------------------- | ---------------------------------------------- | ---------------------------------------------- | ---------------------------------------------- | ---------------------------------------------- | ---------------------------------------------- | ---------------------------------------------- |
| Temp. máx. media (°C)                          | 19                                             | 22                                             | 24                                             | 25                                             | 25                                             | 23                                             | 23                                             | 22                                             | 22                                             | 21                                             | 20                                             | 19                                             | 22.1                                           |
| Temp. mín. media (°C)                          | 9                                              | 11                                             | 12                                             | 14                                             | 15                                             | 15                                             | 14                                             | 14                                             | 13                                             | 12                                             | 11                                             | 10                                             | 12.5                                           |
| Fuente: wunderground.com;                      |                                                |                                                |                                                |                                                |                                                |                                                |                                                |                                                |                                                |                                                |                                                |                                                |                                                |

## Historia
En 1791, en el recuento de la población de 1791 era un pueblo del Curato de Intibucá.
En 1878, le dieron la categoría de municipio.
Al crearse el Departamento de Intibucá era uno de los municipios que formaba el Distrito de La Esperanza.

## División Política
Aldeas: 14 (2013)
Caseríos: 92 (2013)
| Código | Aldea              |
| ------ | ------------------ |
| 101601 | Yamaranguila       |
| 101602 | Azacualpa          |
| 101603 | Cofradía           |
| 101604 | El Carrizal        |
| 101605 | El Cerrón          |
| 101606 | El Membrillo N.º 1 |
| 101607 | El Pelón           |
| 101608 | El Picacho         |
| 101609 | Las Lajas          |
| 101610 | Oloas              |
| 101611 | Planes             |
| 101612 | Semane             |
| 101613 | Sequire            |
| 101614 | Zacate Blanco      |